# Валпово
Валпово (хорв. Valpovo) — місто в Хорватії, в Осієцько-Баранській жупанії.

## Населення
Станом на 2006 рік до складу міста входило 8 населених пунктів: Валпово, Івановці, Ладимировці, Мар'яншаці, Нард, Харкановці, Шаг та Желшин.

## Загальні відомості
Валпово знаходиться на сході країни, у долині Драви, за 5 кілометрів від самої річки. Через місто протікає невелика річка Карашиця — притока Драви.
До Валпово практично примикає місто Белище. За 25 кілометрів на північний захід розташоване місто Доній Михоляць, за 25 кілометрів на північний схід — Білий Манастир, за 35 кілометрів на південний захід — місто Нашиці, за 25 кілометрів на південний схід — столиця жупанії Осієк.

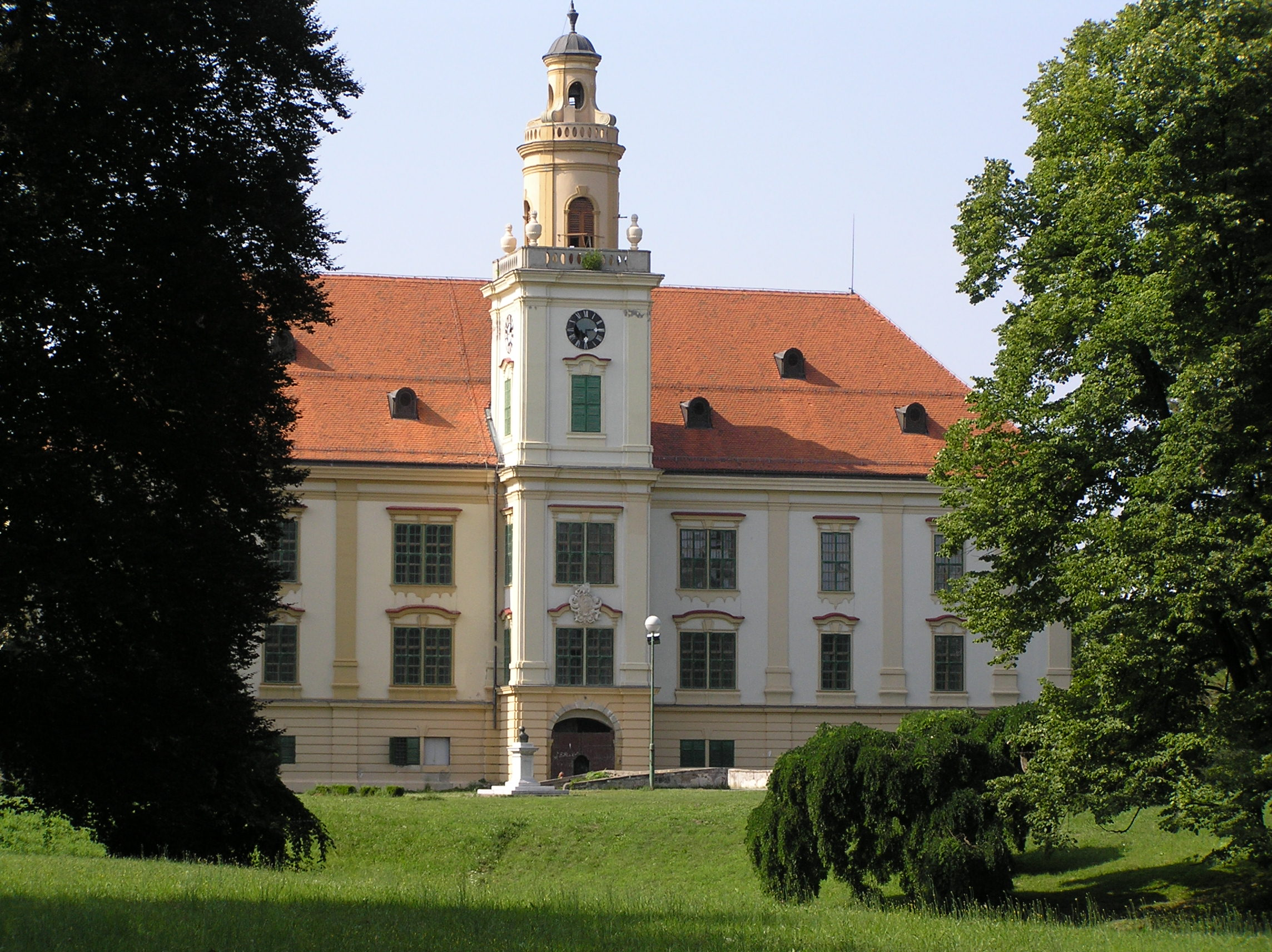
Палац Норманн-Прандау

Повз місто пролягає шосе Осієк — Доній Михоляць. Ще одна дорога веде в сусідній Белище.

## Історія
За часів Римської імперії на території міста розташовувалося поселення Ювіліум. Перша згадка про поселення Валпово датується 1332 роком, у 1433 році Валпово отримало статус міста. У XVI–XVII сторіччях Валпово належало імперії Османа. У 1727 році була побудована церква Св. Марії, а в 1801 році головна визначна пам'ятка міста — замок барона Прандау.

## Економіка
Основними заняття населення є сільське господарство, харчова промисловість і лісова промисловість. Недалеко від міста є невеликі родовища нафти і газу. В околицях міста є джерела мінеральної води, багатої залізом.
Туристів приваблюють визначні пам'ятки міста й можливості для відпочинку, полювання і рибалки в околицях.

## Населення
Населення громади за даними перепису 2011 року становило 11 563 осіб, 1 з яких назвала рідною українську мову. Населення самого поселення становило 7406 осіб.
Динаміка чисельності населення громади:
Динаміка чисельності населення центру громади:

## Населені пункти
Крім поселення Валпово, до громади також входять:
- Харкановці
- Івановці
- Ладимиревці
- Мар'янчаці
- Нард
- Шаг
- Зелчин

## Клімат
Середня річна температура становить 11,02 °C, середня максимальна — 25,37 °C, а середня мінімальна — -6,12 °C. Середня річна кількість опадів — 643 мм.
| Клімат поселення                              | Клімат поселення | Клімат поселення | Клімат поселення | Клімат поселення | Клімат поселення | Клімат поселення | Клімат поселення | Клімат поселення | Клімат поселення | Клімат поселення | Клімат поселення | Клімат поселення | Клімат поселення |
| Показник                                      | Січ.             | Лют.             | Бер.             | Квіт.            | Трав.            | Черв.            | Лип.             | Серп.            | Вер.             | Жовт.            | Лист.            | Груд.            |                  |
| Середній максимум, °C                         | 5,60             | 7,82             | 12,49            | 17,15            | 22,30            | 25,37            | 25,21            | 24,87            | 20,70            | 15,27            | 9,28             | 5,32             |                  |
| Середня температура, °C                       | −0,28            | 1,98             | 6,64             | 11,30            | 16,42            | 19,50            | 21,21            | 20,90            | 16,70            | 11,30            | 5,30             | 1,30             |                  |
| Середній мінімум, °C                          | −6,12            | −3,9             | 0,80             | 5,42             | 10,56            | 13,67            | 17,23            | 16,90            | 12,72            | 7,30             | 1,30             | −2,68            |                  |
| Норма опадів, мм                              | 40               | 35               | 37               | 50               | 60               | 82               | 62               | 60               | 51               | 55               | 62               | 49               |                  |
| Середньомісячна швидкість вітру, м/с          | 2.40             | 2.60             | 2.90             | 2.80             | 2.50             | 2.30             | 2.20             | 2.03             | 2.00             | 2.19             | 2.30             | 2.40             |                  |
| Середньомісячна сонячна радіація, кДж/м²·день | 4190             | 6929             | 10890            | 15437            | 19409            | 21559            | 22129            | 20213            | 14890            | 9265             | 4709             | 3489             |                  |
| --------------------------------------------- | ---------------- | ---------------- | ---------------- | ---------------- | ---------------- | ---------------- | ---------------- | ---------------- | ---------------- | ---------------- | ---------------- | ---------------- | ---------------- |
| Джерело:                                      |                  |                  |                  |                  |                  |                  |                  |                  |                  |                  |                  |                  |                  |

## Спорт
- Футбольний клуб «Valpovka» (NK Valpovka) — заснований у 1926 році під назвою Jovalija.
- Тенісний центр — заснований в 2004 році.
- Волейбольний клуб «Valpovka» (виступає в 1-й Лізі).
- Гандбольний клуб «Valpovka».
- Баскетбольний клуб.
- Клуб карате.

## Визначні пам'ятки

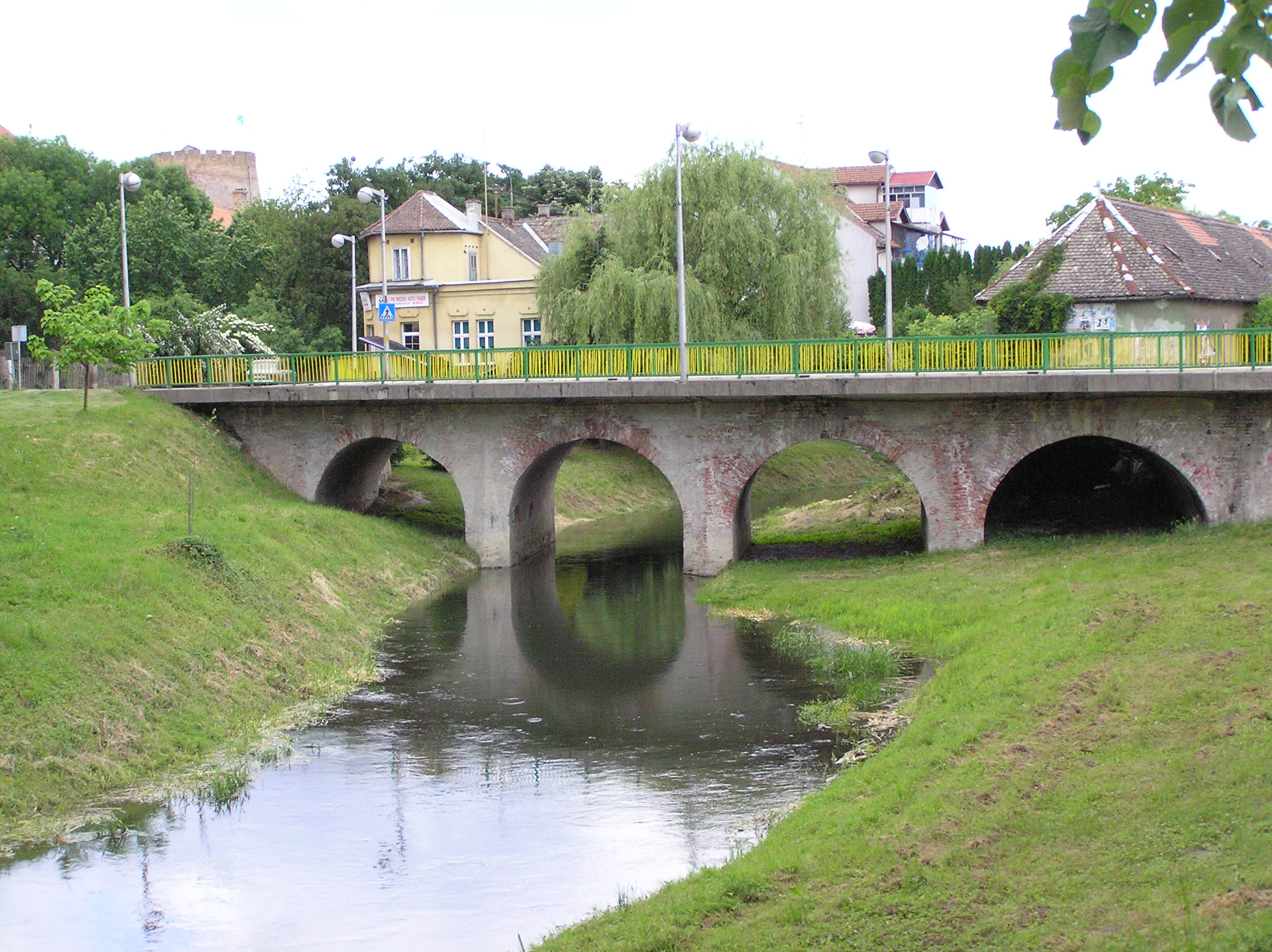
Річка Карашиця та Міст Мальта

- Палац барона Норманна-Прандау. Один із найкрасивіших палаців Славонії. Навколо палацу закладено парк. Палац побудований у 1801 році. У теперішній час в палаці розташований міський музей.
- Церква Св. Марії. Побудована в 1727 році.
- Церква Св. Рока (1796)
- Капела Воздвиження (1880)
- Міст Мальта. Старовинний міст над річкою.

## Уродженці
- Матія Петар Катанчич (1750—1825), хорватський археолог і історик

## Міста-партнери
- Комло, Угорщина